# فوتبال در غنا
فوتبال پرطرفدارترین ورزش در غنا است. از سال ۱۹۵۷ این ورزش در این کشور توسط اتحادیه فوتبال غنا اداره می‌شود.